# 錢昱 (吳越國)

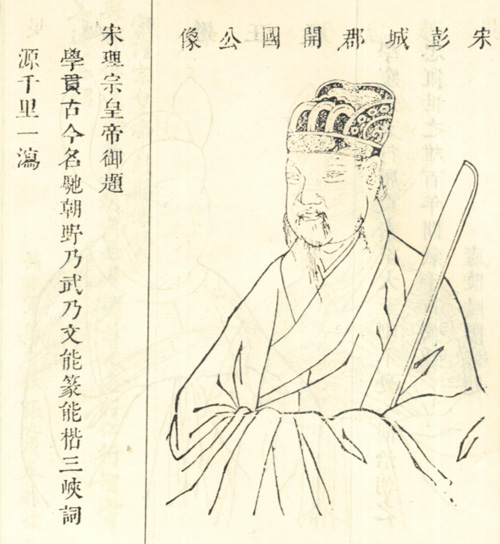
錢昱

钱昱（943年—999年），字就之，杭州錢塘（今浙江杭州）人，是五代十國的吳越國國王钱元瓘的孙子，忠献王钱弘佐长子。
钱弘佐去世时，钱昱还只有四岁，钱弘倧即位。钱俶即位，錢昱为秀州刺史。錢昱到开封府向宋太祖朝贡。平定后蜀后，为台州刺史，德化军节度使。转任静海军节度使，温州刺史。钱俶入北宋，为白州刺史。知宋州，工部侍郎，历任寿州、泗州、宿州，没有善政。五十六岁去世，赠太师。追封富水侯。钱昱献《太平兴国录》一书，任秘书监。能书画琴棋。辑有《竹谱》3卷，有集20卷。